# フランクリン (バージニア州)
フランクリン（英: Franklin）は、アメリカ合衆国バージニア州南東部に位置する独立市である。アメリカ合衆国商務省経済分析局は統計上の目的でフランクリン市とサウサンプトン郡を1つにしている。2010年国勢調査での人口は8,582人だった。

## 歴史
フランクリン市の歴史は、1830年代にブラックウォーター川沿いの鉄道駅として小さな町で始まった。この時代、ブラックウォーター川はノースカロライナ州のアルベマール湾まで品物を運ぶために使われていた。

### 南北戦争

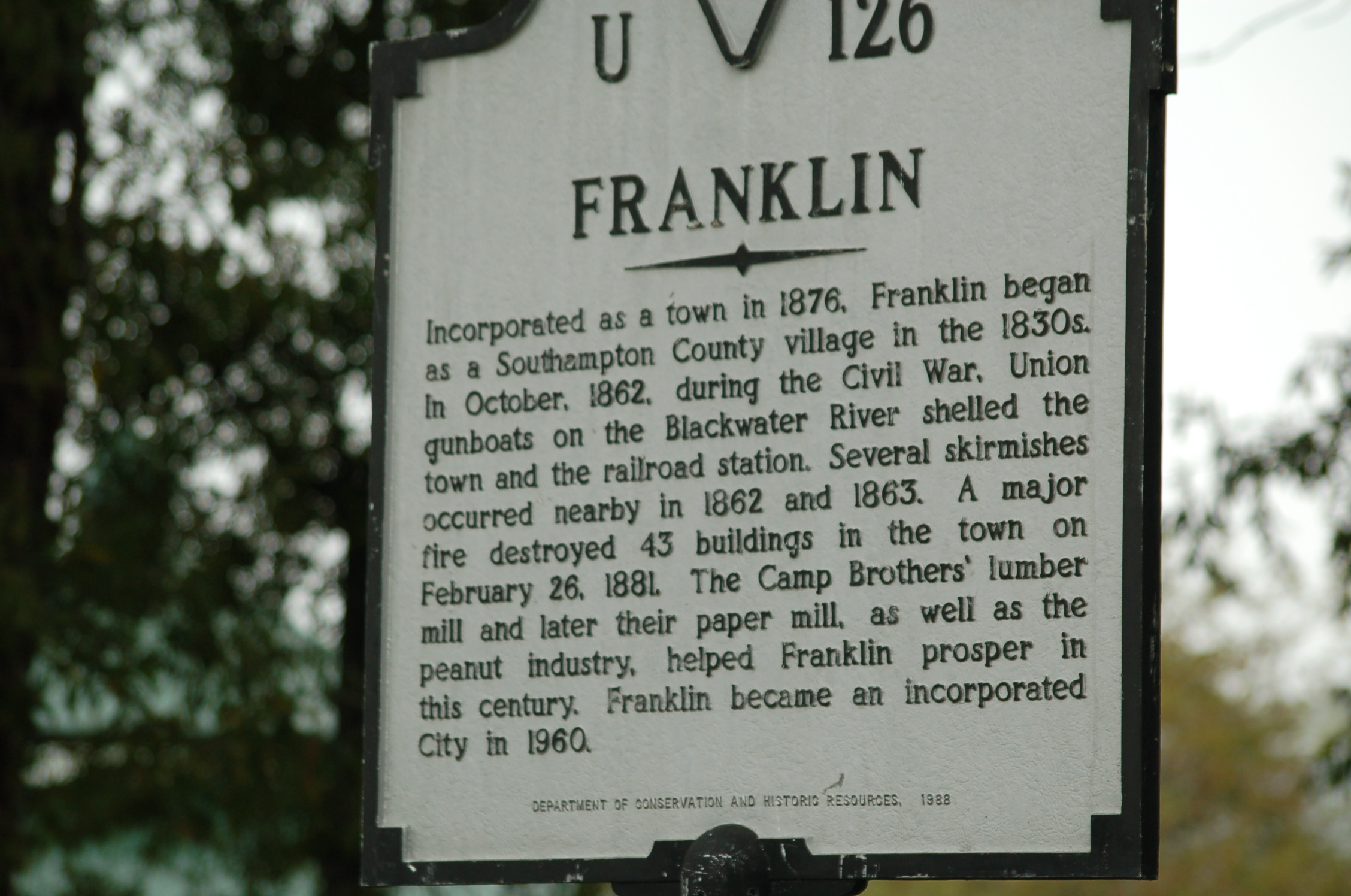
フランクリン市中心街にある歴史標識、南北戦争と北軍キャンプに関する情報が記されている

1862年、「フランクリンに対する陸海共同遠征」と呼ばれる作戦で、南北戦争の戦闘がフランクリン市に及んだ。砲艦USSコモドア・ペリーが率いるアメリカ海軍の軍旗を掲げた蒸気船数隻が、ブラックウォーター川のフランクリンの傍を過ぎようとした時、地元南軍の部隊がその艦船に発砲した。艦船の中の1隻に乗艦していたある士官は、「戦闘は同じだった。ここそこで高い岸には深く葉が茂り、狭く大変曲がりくねった流れに、頻繁なマスケット銃の発砲があった」と記していた 。
この戦闘で海軍の5名が戦死し、16名が負傷した。海軍の艦船が後退すると、南軍は川の幅いっぱいに大きな木を倒して狭いブラックウォーター川を塞ごうとした。最終的に南軍の試みは失敗し、兵士が捕まえられることはなかったし、艦船が失われることも無かった。この時の個々の水兵の傑出した働きに対し、7つの名誉勲章が与えられた。

### 工業化とキャンプ家
フランクリンがかなりの成長を始めたのは1887年になってからだった。地元出身でキャンプ家の6人兄弟が地元製材所を手に入れた。その製材所は小さく、ブラックウォーター川の傍で数年間運転されていた。キャンプ家が製材所を手に入れたことで、ポール・ダグラス・キャンプ（社長）、ジェイムズ・レオニダス・キャンプ（副社長）、ロバート・ジョンソン・キャンプ（財務担当）の指導力により急速な成長の20年間を経験した。この期間の終わりごろは破産の瀬戸際にあったが、第一次世界大戦がキャンプ家の財政を持ちなおさせ、フランクリン市も繁栄した。1918年までに「ちっぽけなフランクリンが戦争景気の村になった。」
1955年、キャンプ・コーポレーションの年商は2,800万米ドルにまで達し、その多くはフランクリン市で使われた。キャンプ家は家族意識と仲間意識が強く、平均賃金よりも高い給与を出し、地元のために寄付をしたりすることでフランクリン市のために貢献した。1956年5月29日、フランクリン市民は、キャンプ製造会社が、ニューヨーク州で操業しているユニオン・バッグ・アンド・ペーパー社と合併の交渉をしていることを告げられた。この合併でユニオン・キャンプ・コーポレーションができた。
フランクリン市はユニオン・キャンプ・コーポレーションと共に成長を続け、1961年には法人化され、サウサンプトン郡と分かれた。
ユニオン・キャンプ・コーポレーションは1999年まで繁栄していたが、この年インターナショナル・ペーパーに買収された。フランクリン市にユニオン・キャンプ・コーポレーションが存在しないとしても、キャンプ家の名前は生き残っている。その遺産は、ポール・D・キャンプ・コミュニティカレッジ、ジェイムズ・L・キャンプ・ジュニアYMCA、テキシー・キャンプ・マークス子供開館、ルース・キャンプ・キャンベル記念図書館という形で町に残っている。

## 経済
現代のフランクリンには農業と製造業という2つの主要産業分野がある。州内では利益で12番目、大きさで12番目の農業社会になっている。隣接するサウサンプトン郡、アイルオブワイト郡およびサフォーク市も全て利益の出る郡の20位以内に入っており、サウサンプトン郡はその大きさで州内第8位である。
フランクリンと周辺地域は農業の比率が高いので、農業がフランクリンの主要産業と言ってもおかしくはない。1887年にキャンプ製材所が開設されてから製造業部門が拡張を始めた。キャンプ製材所がユニオン・キャンプ・コーポレーションとなり、最終的にインターナショナル・ペーパーに買収された。製紙工場は市域の東端、ブラックウォーター川沿いにあり、材木、パルプと紙製品、さらに化学的副産物を製造している。
2009年10月22日、インターナショナル・ペーパーが製紙工場を2010年春に恒久的に閉鎖すると発表した。実際の閉鎖は2010年5月だった。その後限定的な製造を再開し、綿毛状パルプを製造している。

## 人口動態

2000人口ピラミッド

以下は2010年国勢調査による人口統計データである。
| 基礎データ - 人口: 8,582人 - 世帯数: 3,384 世帯 - 家族数: 2,277 家族 - 人口密度: 385.9人/km2（999.2人/mi2） - 住居数: 3,767軒 - 住居密度: 174.2軒/km2（451.0軒/mi2） 人種別人口構成 - 白人: 39.4% - アフリカン・アメリカン: 56.9% - ネイティブ・アメリカン: 0.3% - アジア人: 0.7% - 太平洋諸島系: 0.0% - その他の人種: 0.7% - 混血: 1.9% - ヒスパニック・ラテン系: 1.6% 年齢別人口構成 - 18歳未満: 25.1% - 18-24歳: 7.7% - 25-44歳: 24.9% - 45-64歳: 23.9% - 65歳以上: 18.4% - 年齢の中央値: 40歳 - 性比（女性100人あたり男性の人口） - 総人口: 79.2 - 18歳以上: 73.4 | 世帯と家族（対世帯数） - 18歳未満の子供がいる: 30.1% - 結婚・同居している夫婦: 41.8% - 未婚・離婚・死別女性が世帯主: 21.9% - 非家族世帯: 32.7% - 単身世帯: 28.9% - 65歳以上の老人1人暮らし: 12.8% - 平均構成人数 - 世帯: 2.39人 - 家族: 2.93人 収入と家計 - 収入の中央値 - 世帯: 31,687米ドル - 家族: 40,299米ドル - 性別 - 男性: 32,083米ドル - 女性: 21,927米ドル - 人口1人あたり収入: 18,573米ドル - 貧困線以下 - 対人口: 19.8% - 対家族数: 16.8% - 18歳未満: 34.9% - 65歳以上: 10.2% |

## 地理
フランクリンは 北緯36度40分29秒 西経76度55分50秒 / 北緯36.67472度 西経76.93056度 に位置する。

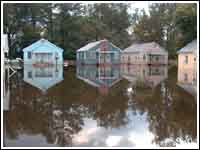
ハリケーン・フロイドの後の洪水

アメリカ合衆国国勢調査局に拠れば、市域全面積は8.4平方マイル (22 km2)、このうち陸地は8.4平方マイル (22 km2)、水面は0.1平方マイル (0.26 km2)で水域率は0.60％である。

### 隣接する郡
- アイルオブワイト郡
- サウサンプトン郡

### ブラックウォーター川

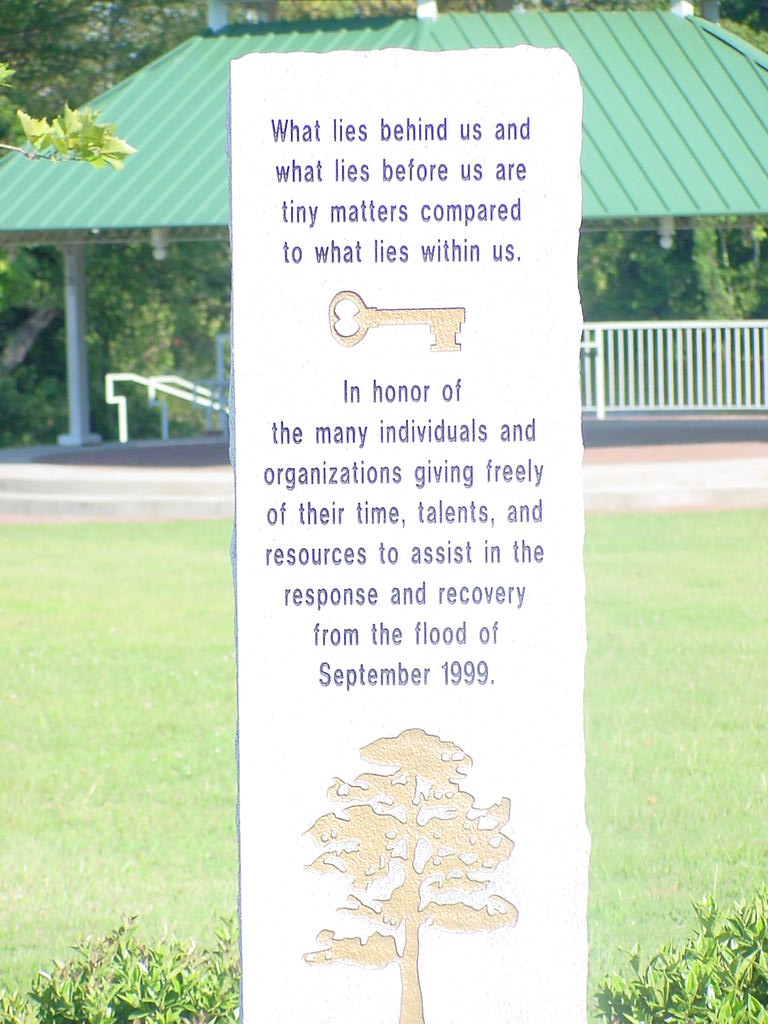
1999年洪水の記念碑

ブラックウォーター川は市域の東端を流れ、市の工業化に重要な役割を果たしたが、特に洪水など川に特有のトラブルには無縁でなかった。1999年、ハリケーン・フロイドの後にフランクリン市中心街が12フィート (3.6 m) まで水に浸かった。ブラックウォーター川は水位26.4フィート (8.0 m) と記録的な数値になった。ハリケーンによる洪水で、主に中心街の182の企業と150の家屋が水没した。2006年、暴風雨がこの地域に吹き荒れたあと、ブラックウォーター川の水位は23フィート (7.0 m) 近くとなり、1999年の洪水を除けば1940年以来の最高となった。
ハリケーンの名前の「フロイド」は2000年で使い納めとなり、その代わりに選ばれたのが「フランクリン」だった。2006年にフランクリンはまた大規模な洪水に見舞われ、1999年の洪水で設定された23フィートの洪水線よりわずかに下まで達した。この洪水は嵐によるものであり、大量の水をフランクリンのある流域全体に降らせた。

## 教育
以下のリストはフランクリン地域であるレベルの教育を行う場所である。
- 子供開館
- ロック・チャーチ・スクール
- JP・King中学校
- SP・モートン小学校
- サウサンプトン・アカデミー、私立、コートランド
- フランクリン高校
- サウサンプトン高校
- サウサンプトン・アカデミー、幼稚園前から12年生まで
- ポール・D・キャンプ・コミュニティカレッジ

### 町の施設
- フランクリン市民空港（ジョン・ビバリー・ローズ飛行場）
- ルース・キャンプ・キャンベル記念図書館
- ジェイムズ・L・キャンプ・ジュニアYMCA
- サウサンプトン・アカデミー・コートランド
- サウサンプトン記念病院
- 「ザ・タイドウォーター・ニューズ」(www.tidewaternews.com)